# Paraphauloppia altimontana
Paraphauloppia altimontana är en kvalsterart som först beskrevs av Hammer 1958.  Paraphauloppia altimontana ingår i släktet Paraphauloppia och familjen Oribatulidae. Inga underarter finns listade i Catalogue of Life.